# 게리 그럽스
게리 그럽스(Gary Grubbs, 1949년 11월 14일)는 미국의 배우이다.

## 출연 작품
- 오멘 666 (2017)
- 하트, 베이비 (2017)
- 빛이 있으라 (2017)
- LBJ (2016)
- 프리 스테이트 (2016)
- 더 선데이 홀스 (2015)
- 백 투 더 비기닝 (2015)
- 레프트 비하인드: 휴거의 시작 (2014)
- 사보타지 (2014)
- 더 핫 플래쉬스 (2013)
- 더 파크랜드 (2013)
- 죽음의 그림자 (2012)
- 벤딩 더 룰스 (2012)
- 선거 캠페인 (2012)
- 노 원 리브스 (2012)
- 배틀쉽 (2012)
- 더 샤프롱 (2011)
- 토네이도 (2011)
- 카 잭 (2011)
- 트레메 1 (2010)
- 굿 인텐션스 (2010)
- 더 카멜레온 (2010)
- 알라바마 문 (2009)
- 일렉트릭 미스트 (2009)
- 딜-투페어 (2008)
- 내 엄마의 남자 친구 (2008)
- 메이저 무비 스타 (2008)
- 글로리 로드 (2006)
- 데자뷰 (2006)
- 레이 (2004)
- 오씨 (2003)
- 스트레인지 로이어 (2001)
- 더블 테이크 (2001)
- 파이톤 (2000)
- 애스트로넛 (1999)
- 윌 & 그레이스 (1998)
- X 파일 - 미래와의 전쟁 (1998)
- 버클리로 간 빛의 천사 토니 (1997)
- 두 낚시꾼에게 무슨 일이 생겼나 (1997)
- 또다른 진실 (1995)
- 미드나잇 런 - 제2탄 (1994)
- 리오 그란데 (1993)
- 질투의 끝 (1993)
- JFK (1991)
- 르넬 지터의 재판 (1987)
- 어머니의 고향 (1987)
- 못말리는 번디 가족 (1987)
- 세이 예스 (1986)
- 불타는 침대 (1984)
- 금남의 내무반 (1983)
- 메릴스트립의실크우드 (1983)
- 더 보더 (1982)
- 고독한 방랑자 (1982)
- 해저드 마을의 듀크 가족 (1979)
- 디즈니랜드 (1954)